# Ungo
Ungo, también conocido como Ungo-Nava (en referencia a la estación de tren situada entre Ungo y Nava de Ordunte),  es una entidad local menor perteneciente al municipio del Valle de Mena en la comarca de Las Merindades, provincia de Burgos, comunidad autónoma de Castilla y León,  España.
Por la carretera autonómica CL-629, Ungo se encuentra a aproximadamente 7 km de Villasana de Mena, 8 km de la frontera con Vizcaya, 39 km de Bilbao y 119 km de la ciudad de Burgos. También está comunicada con la localidad de Nava de Ordunte por la antigua carretera C-6318

## Historia
Lugar integrado en la Junta de Ordunte en el Valle de Mena, perteneciente al partido de Laredo, jurisdicción de realengo, con alcalde ordinario.
A la caída del Antiguo Régimen queda agregado al ayuntamiento constitucional de Valle de Mena , en el partido de Villarcayo perteneciente a la región de Castilla la Vieja.